# باتريك دوغرتي
باتريك دوغرتي (بالإنجليزية: Patrick Dougherty)‏ هو كاهن كاثوليكي وأستاذ جامعي أسترالي، ولد في 21 نوفمبر 1931 في Kensington, New South Wales ‏ في أستراليا، وتوفي في 30 أغسطس 2010 في باثرست في أستراليا.